# Sarosa helotes
Sarosa helotes là một loài bướm đêm thuộc phân họ Arctiinae, họ Erebidae.